# Ніколаєв Олег Ілліч
Оле́г Іллі́ч Нікола́єв — старшина Збройних сил України.

## Нагороди
За особисту мужність і високий професіоналізм, виявлені у захисті державного суверенітету та територіальної цілісності України, вірність військовій присязі нагороджений орденом «За мужність» III ступеня (6.1.2016).